# Ahrtal-Werke
Die Ahrtal-Werke GmbH, stilisierte Eigenschreibweise ahrtal-werke, sind ein Energiedienstleistungsunternehmen mit Sitz in Bad Neuenahr-Ahrweiler und bestehen in der Rechtsform der GmbH seit 26. Juli 2010. Die Ahrtal-Werke sind ein Gemeinschaftsunternehmen der Stadt Bad Neuenahr-Ahrweiler (51 %) und der Stadtwerke Schwäbisch Hall (49 %).
Die Ahrtal-Werke erzeugen Strom und Wärme in Kraft-Wärme-Kopplungsanlagen. Das Unternehmen liefert Strom, Erdgas und Wärme.

## Netzgebiet
Das Netzgebiet der Ahrtal-Werke erstreckt sich über die Stadt Bad Neuenahr-Ahrweiler.

## Strom
Die Stromerzeugung im Netzgebiet der Ahrtal-Werke lag im Jahr 2022 bei insgesamt 27,6 MWh.
- Stromhandelsvolumen: 16,2 GWh[2]

Die Ahrtal-Werke vertreiben Strom unter der Marke AhrtalStrom.

## Gas
Die Ahrtal-Werke vertreiben Gas unter der Marke AhrtalErdgas.
Gashandelsvolumen (Jahr 2022): 16,7 GWh

## Wärme
Bei der Gründung der Ahrtal-Werke lag der Fokus auf einer dezentralen, umweltfreundlichen Energieerzeugung. Dies sollte mithilfe der Kraft-Wärme-Kopplung geschehen. Am 25. Oktober 2012 wurde das erste Blockheizkraftwerk in Bad Neuenahr-Ahrweiler eingeweiht.
Ein weiteres Blockheizkraftwerk ist aktuell im Bau.
Wärmeabgabe (Jahr 2022): 31,9 GWh